# 아얌 고렝
아얌 고렝(Ayam goreng)은 인도네시아 및 말레이 음식으로, 식용유에 튀긴 닭고기로 구성된다. 아얌 고렝은 인도네시아어, 말레이어, 그리고 많은 인도네시아의 언어 (예: 자와어)에서 문자적으로 "프라이드 치킨"을 의미한다. 다른 나라와 달리 인도네시아 프라이드 치킨은 보통 밀가루 대신 쿠르쿠마 롱가와 마늘을 주재료로 사용한다.
2024년 테이스트아틀라스는 아얌 고렝을 세계 최고의 프라이드 치킨 요리이자 최고의 전통 닭고기 요리 중 하나로 선정했다.

## 마리네이드 및 향신료

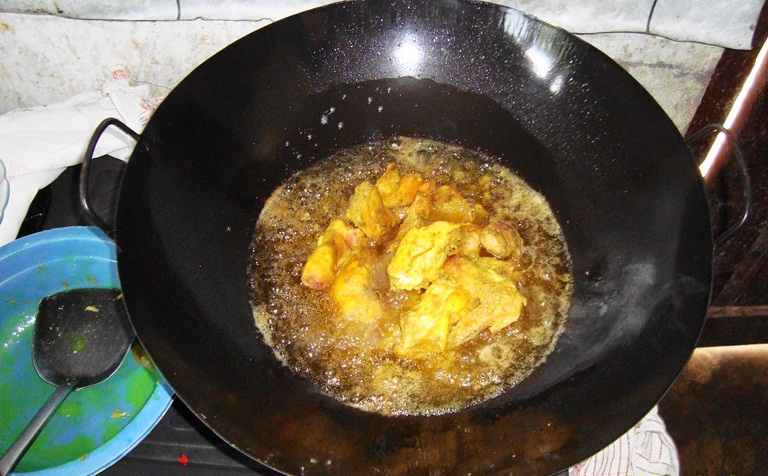
아얌 고렝을 튀기는 모습

일부 아얌 고렝 변형은 반죽물이나 밀가루를 입히지 않지만, 다양한 향신료로 풍부하게 양념한다. 향신료 혼합물은 지역마다 다를 수 있지만, 보통 다진 샬롯, 마늘, 인도 월계수잎, 쿠르쿠마 롱가, 레몬그라스, 타마린드 주스, 캔들넛, 갈랑갈, 소금, 설탕의 조합으로 구성된다. 닭고기 조각은 튀기기 전에 향신료 혼합물에 한동안 담가두어 재워두는데, 이는 닭고기가 향신료를 흡수하도록 돕기 위함이다. 마리네이드 과정에는 향신료 흡수를 돕기 위해 다진 향신료에 닭고기를 가열하는 것이 포함될 수 있다. 대부분의 경우 튀기기 전에 아얌 고렝은 이미 반쯤 익혀져 쿠르쿠마 롱가의 노란색을 띤다. 자와어에서는 이 과정을 웅켑(ungkep)이라고 한다.
닭고기는 팜유 또는 코코넛기름이든 상관없이 충분한 양의 뜨거운 식용유에 깊게 튀긴다. 닭고기는 황금색이 될 때까지 잘 튀긴다. 자와 아얌 고렝 크레메스(Javanese ayam goreng kremes)와 같은 일부 변형은 깊게 튀긴 양념 밀가루를 바삭한 알갱이로 추가할 수 있다. 다른 레시피에서는 이러한 맛있는 알갱이를 튀긴 갈랑갈이나 코코넛(세룬뎅)에서 얻는다.
아얌 고렝은 보통 흰쌀밥, 삼발 테라시(새우장을 넣은 고추), 또는 삼발 케찹(설탕 간장에 얇게 썬 고추와 샬롯)을 찍어 먹는 소스나 양념으로, 그리고 고명으로 오이와 토마토 조각과 함께 제공된다. 튀긴 템페와 두부는 반찬으로 추가될 수 있다.

## 변형

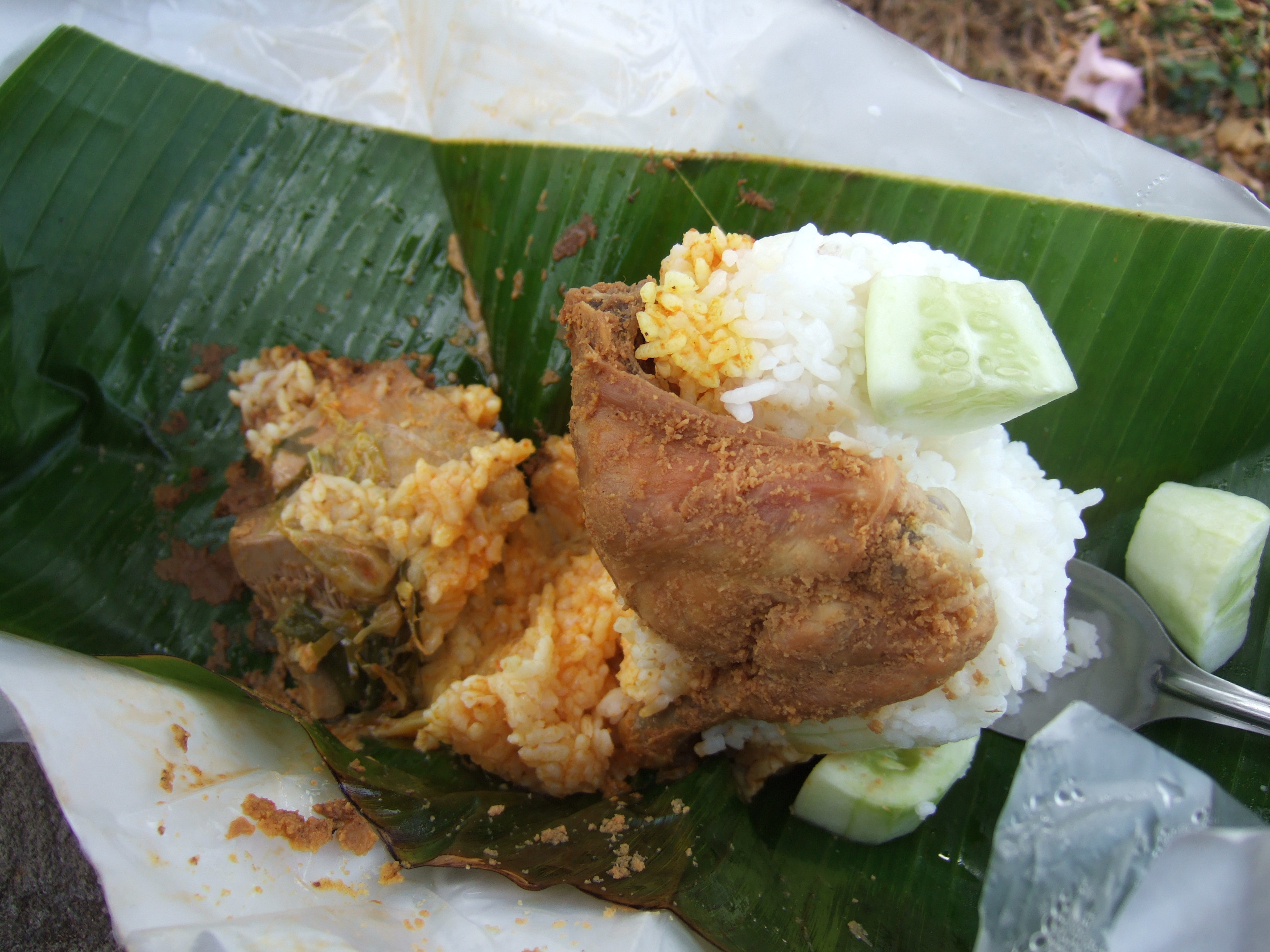
파당식 아얌 고렝을 곁들인 나시 붕쿠스 파당.

아얌 고렝에는 많은 조리법이 있으며, 인기 있는 것들은 다음과 같다.
- 아얌 고렝 렝쿠아스: 갈랑갈 프라이드 치킨.[4] 하얌 고렝 반둥(hayam goreng Bandung)으로도 알려져 있다: 순다식 반둥 스타일 아얌 고렝.[5]
- 아얌 고렝 파당: 파당 스타일 아얌 고렝, 파당 프라이드 치킨에는 여러 변형이 있다. 가장 인기 있는 것은 갈랑갈 프라이드 치킨과 상당히 유사하다.[6]
- 아얌 팝: 파당 스타일의 껍질 없는 연한 프라이드 치킨으로, 독특한 삼발과 함께 제공된다.[7]
- 아얌 고렝 발라도: 파당 또는 미낭 스타일 프라이드 치킨. 튀긴 닭고기 조각은 매운 발라도 칠리 페이스트로 코팅된다.[8]
- 아얌 고렝 라도 이조: 녹색 고추를 사용하는 미낭 스타일 아얌 고렝 발라도의 변형.
- 아얌 고렝 자카르타: 자카르타 스타일 아얌 고렝.[9]
- 아얌 고렝 칼라산: 욕야카르타 칼라산 마을의 자와식 프라이드 치킨.[10]
- 아얌 고렝 크레메스: 크레메스 바삭한 알갱이를 곁들인 자와식 프라이드 치킨.[11]
- 아얌 고렝 세룬뎅: 세룬뎅 강판에 간 코코넛을 곁들인 자와식 프라이드 치킨.[12]
- 페첼 아얌: 삼발과 함께 제공되는 동자와식 아얌 고렝.
- 아얌 게프렉: 욕야카르타의 바삭한 반죽 입힌 아얌 고렝을 뜨겁고 매운 삼발과 섞어 으깬 것.[13]
- 아얌 페네트: 페네트는 자와어로 "으깬"이라는 뜻인데, 튀긴 닭고기가 삼발 위에 절구에 담겨 제공되고 절구로 으깨어 삼발과 섞기 때문이다.[14]
- 아얌 고렝 베렘파: 말레이 프라이드 치킨, 바삭한 밀가루 조각이 특징인 황금빛으로 탄 듯이 튀긴다.
- 아얌 고렝 쿠니트: 쿠르쿠마 롱가를 입혀 튀긴 말레이식 깍둑썰기 닭고기.

인도네시아와 말레이시아에서는 다양한 형태의 외국 프라이드 치킨도 종종 아얌 고렝으로 불린다. 일반적인 미국 남부 프라이드 치킨은 종종 아얌 고렝 뜨뿡(ayam goreng tepung) 또는 밀가루-반죽 입힌 또는 빵가루 입힌 프라이드 치킨으로 불린다. 맥도날드의 일반적인 프라이드 치킨은 말레이시아에서 "아얌 고렝 맥도"(Ayam Goreng McD)로 판매된다.

아얌 고렝 변형
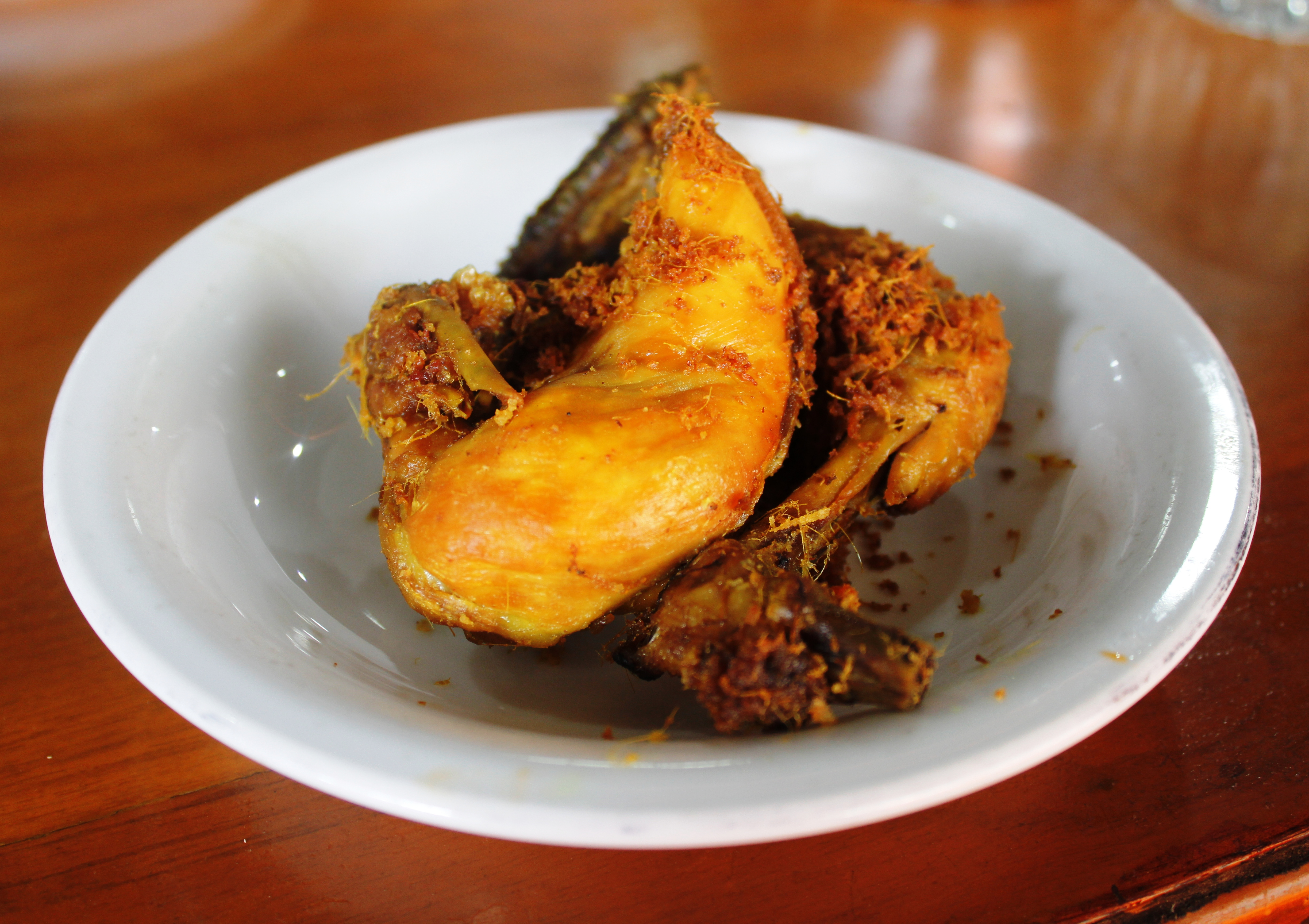
아얌 붐부, 타나흐 다타르의 아이 바다룬 레스토랑의 미낭식 프라이드 치킨.
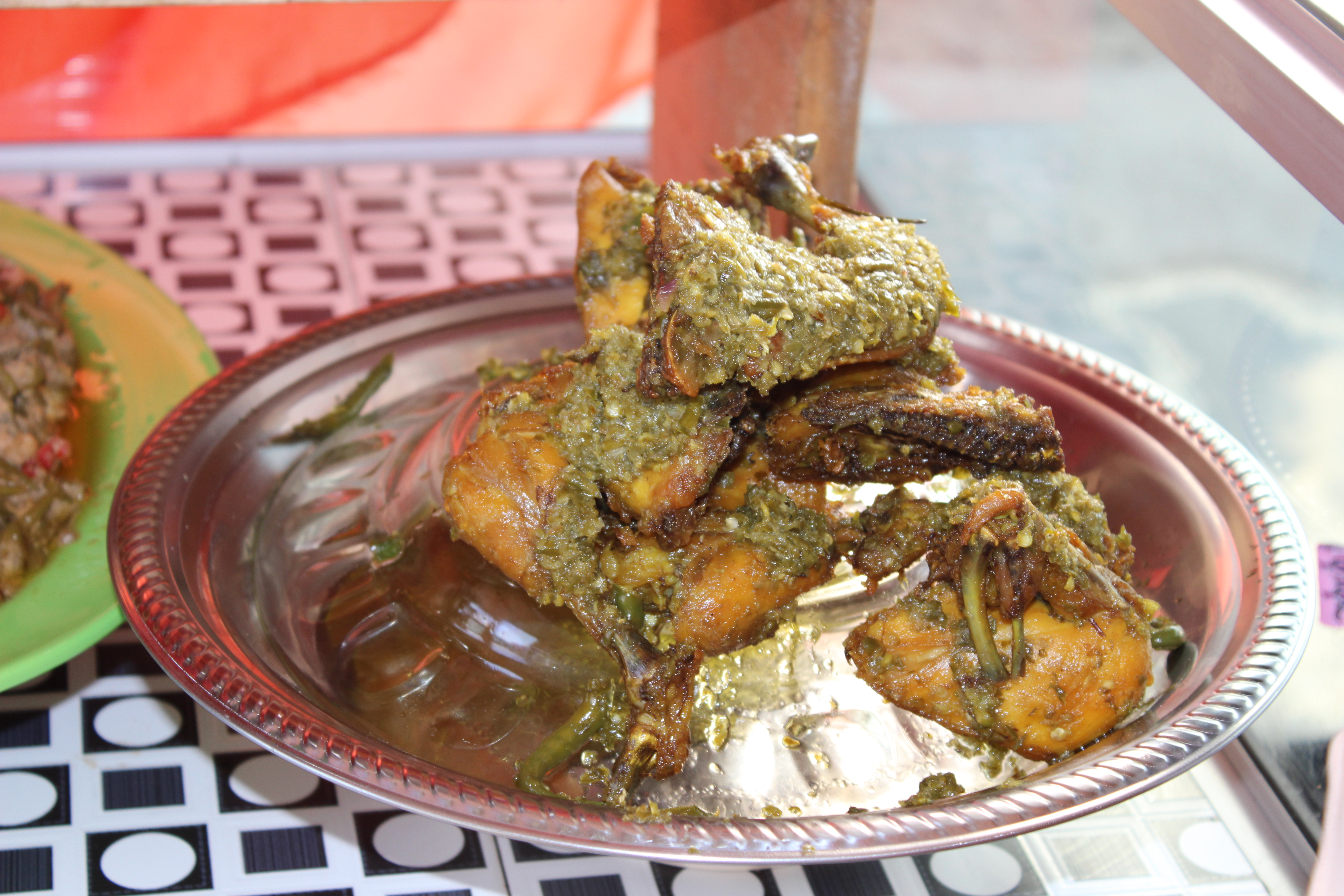
아얌 고렝 라도 이조, 녹색 고추를 곁들인 미낭식 프라이드 치킨
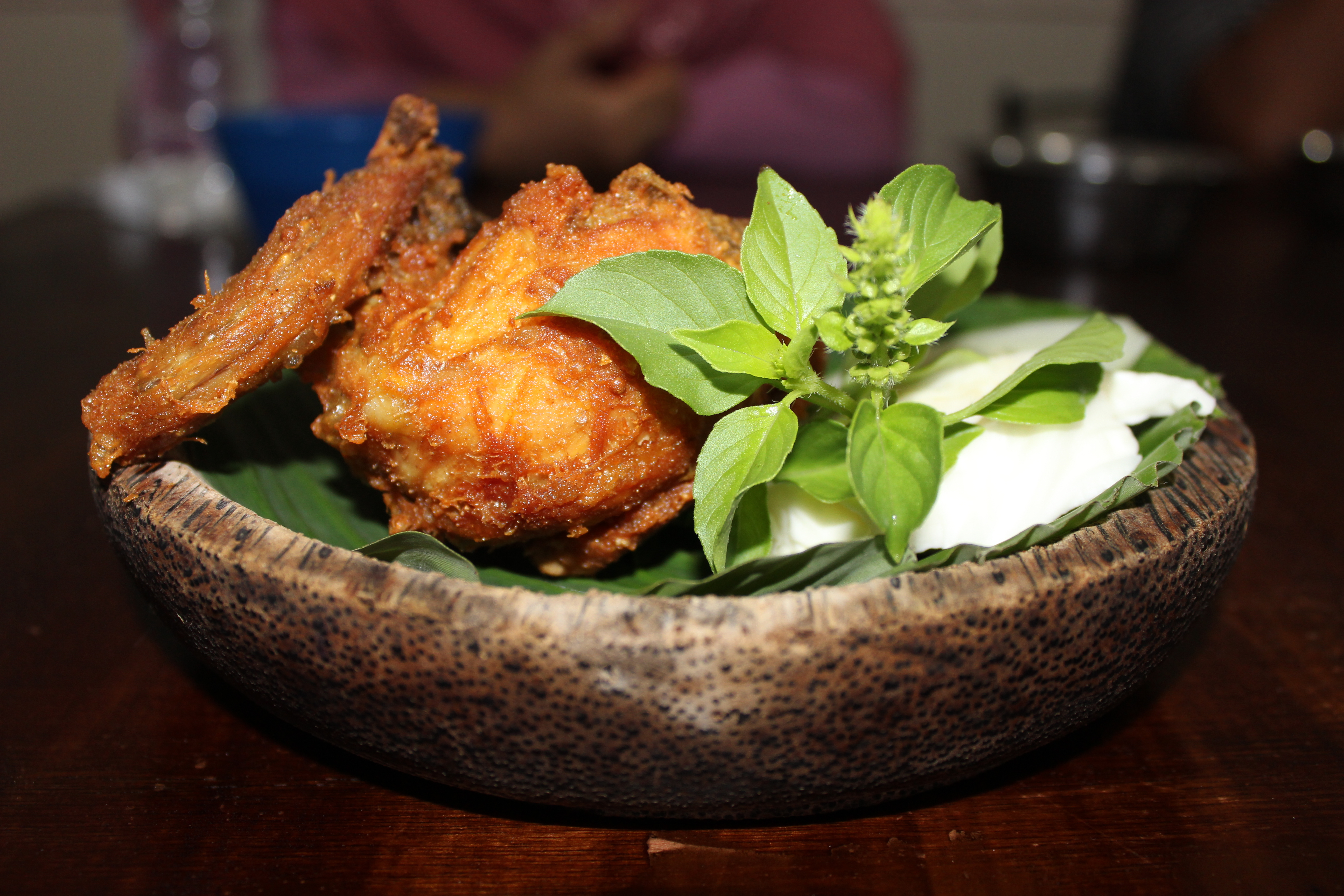
아얌 고렝 자와, 자와식 프라이드 치킨
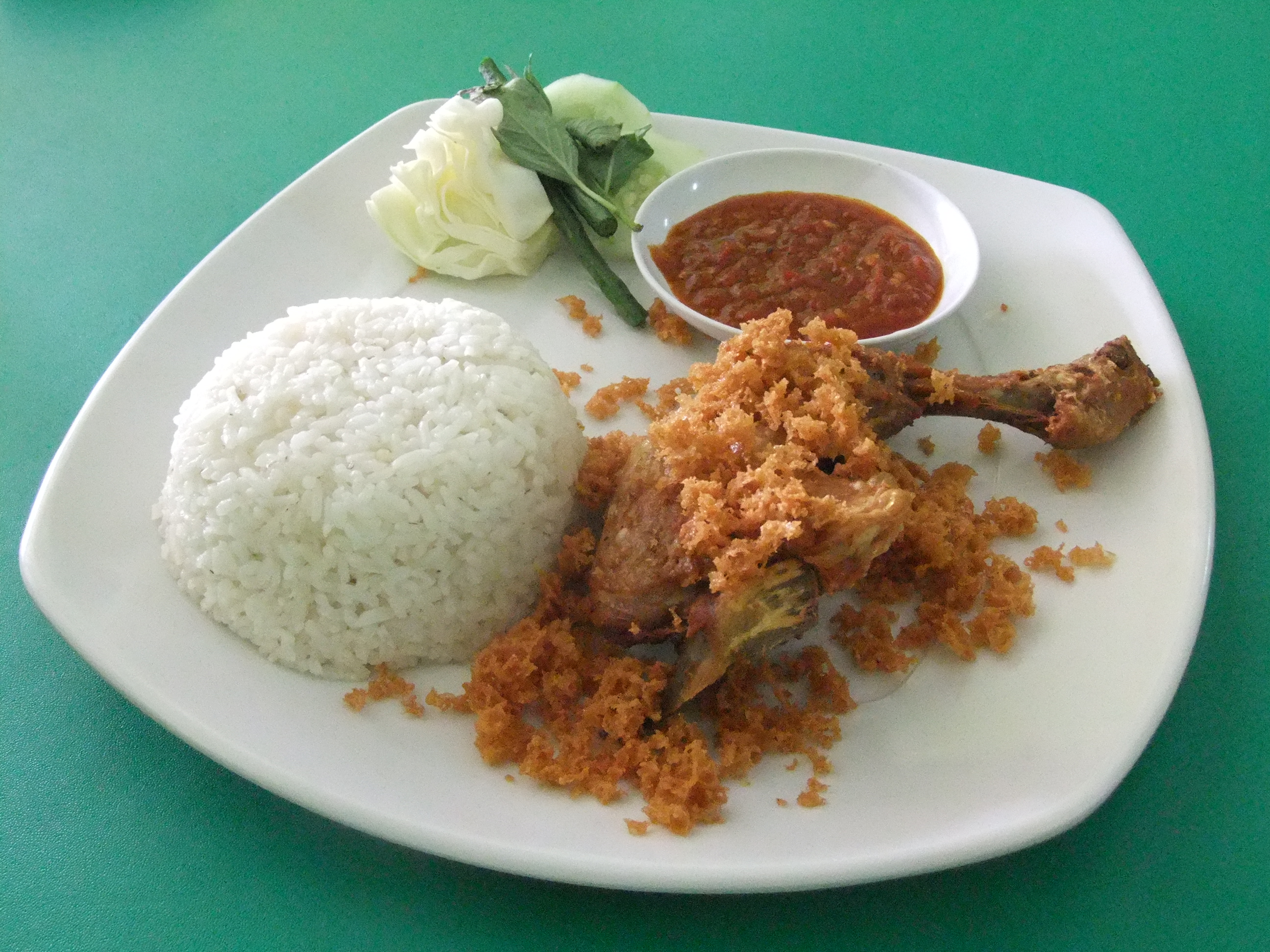
아얌 고렝을 밥과 삼발과 함께 제공
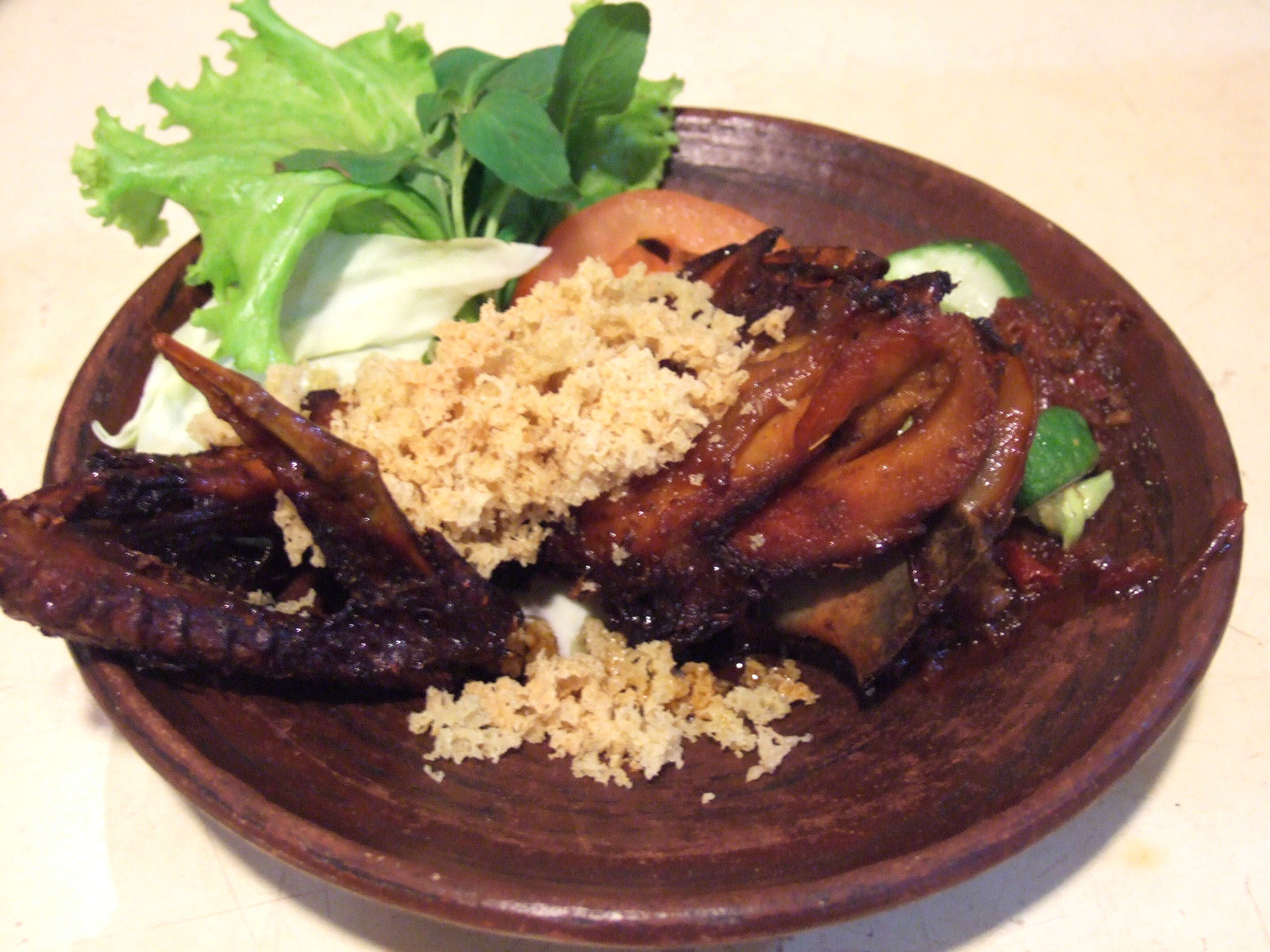
아얌 고렝 칼라산

## 같이 보기
- 아얌 바카르
- 이칸 바카르
- 닭고기 요리 목록